# Список полётов по программе «Спейс Шаттл»

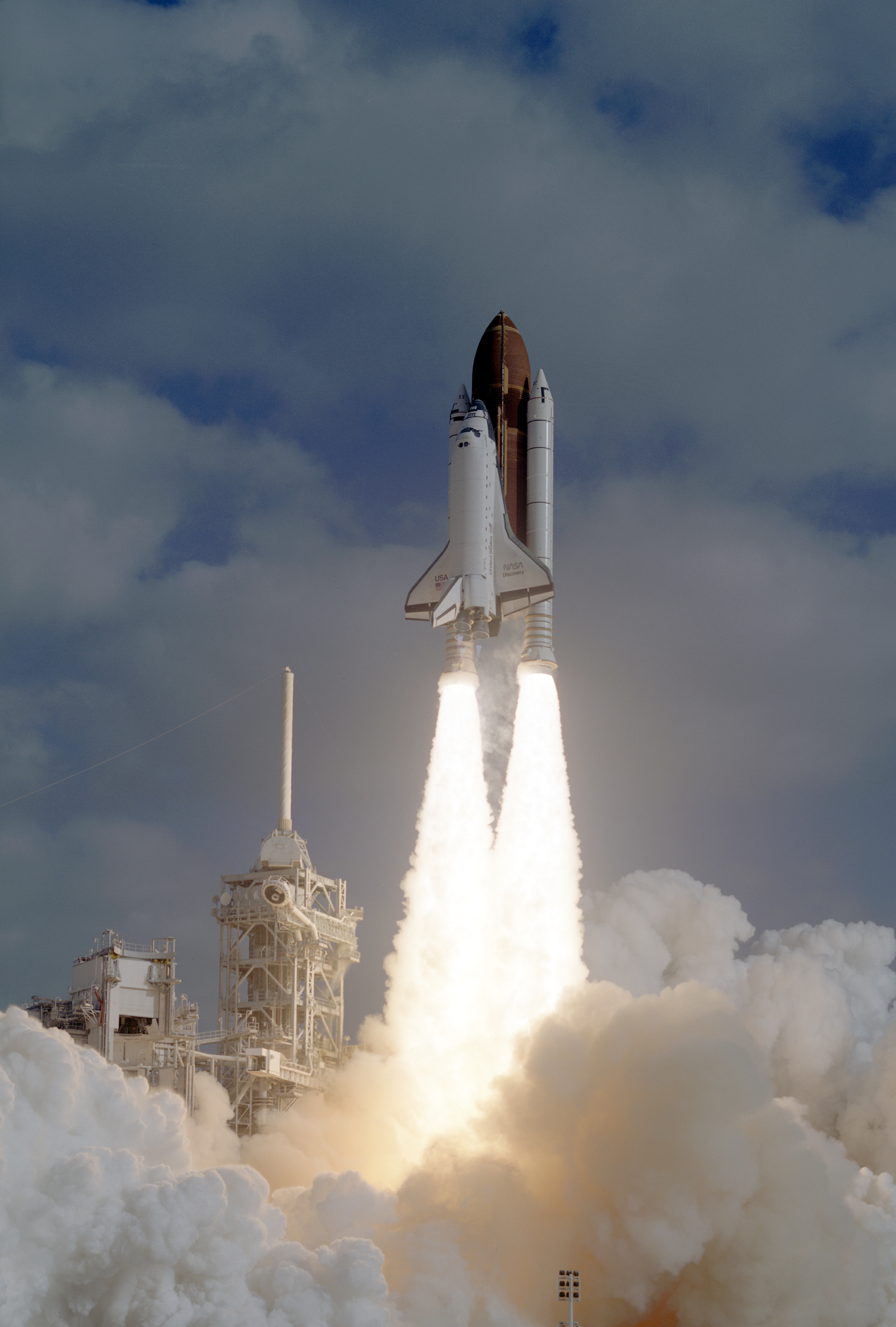
Взлёт шаттла «Дискавери» 24 апреля 1990 года в ходе миссии STS-31 с телескопом «Хаббл» на борту

Спейс Шаттл или просто Шаттл (англ. Space Shuttle — космический челнок) — американский многоразовый транспортный космический корабль. Шаттлы использовались в рамках осуществляемой НАСА государственной программы «Космическая транспортная система» (англ. Space Transportation System, STS). Подразумевалось, что шаттлы будут «сновать, как челноки», между околоземной орбитой и Землёй, доставляя полезные грузы в обоих направлениях.
Полёты осуществлялись с 12 апреля 1981 года по 21 июля 2011 года. Всего было построено пять шаттлов: «Колумбия» (сгорел при торможении в атмосфере перед посадкой в 2003 году), «Челленджер» (взорвался во время запуска в 1986 году), «Дискавери», «Атлантис» и «Индевор». Также в 1975 году был построен корабль-прототип «Энтерпрайз», но он никогда не запускался в космос.
Всего за 30 лет существования программы было осуществлено 135 миссий. Из них 131 успешная, две частично успешных (из-за проблем с топливными элементами миссии были завершены досрочно) и 2 миссии окончились катастрофой. К моменту закрытия программы в июле 2011 года больше всего полётов совершил шаттл «Дискавери» — 39.

## Обозначения номеров полётов шаттлов
Каждый пилотируемый полёт по программе «Спейс Шаттл» имел своё обозначение, которое состояло из сокращения STS (англ. Space Transportation System) и порядкового номера полёта шаттла. Например, STS-4 означает четвёртый полёт по программе «Космическая транспортная система». Порядковые номера присваивались на стадии планирования для каждого полёта. Но в ходе подготовки многие полёты откладывались или переносились на другие сроки. Часто случалось так, что полёт, запланированный на более поздний срок и имеющий больший порядковый номер, оказывался готовым к полёту раньше, чем другой полёт, запланированный на более ранний срок. Поскольку присвоенные порядковые номера не изменялись, то полёты с бо́льшим порядковым номером часто осуществлялись раньше, чем полёты с меньшим номером.
С 1984 года была введена новая система обозначений. Сокращение STS осталось, но порядковый номер был заменён кодовой комбинацией, которая состояла из двух цифр и одной буквы. Первая цифра в этой кодовой комбинации соответствовала последней цифре бюджетного года НАСА, который продолжался с октября по сентябрь следующего календарного года. Например, если полёт происходит в 1984 году до октября, то берётся цифра 4, если в октябре и позже — цифра 5. Вторая цифра в кодовой комбинации обозначала место старта. Обозначение 1 было принято для запусков шаттлов с мыса Канаверал. Ранее планировалось, что шаттлы будут также стартовать с военно-воздушной базы Ванденберг в Калифорнии; для этих стартов планировалась цифра 2. Но после катастрофы «Челленджера» до запусков шаттлов с базы Ванденберг дело так и не дошло. Буква в кодовой комбинации соответствовала порядковому номера полёта шаттла в текущем году. Так как эта буква присваивалась при планировании, то в реальности этот порядок не соблюдался, так, например, полёт STS-51D состоялся раньше, чем полёт STS-51B.
Пример: полёт STS-51A — состоялся в бюджетном году НАСА 1985 года (цифра 5), шаттл стартовал с мыса Канаверал (цифра 1), это был первый запланированный полёт в новом бюджетном году (буква А),.
После катастрофы «Челленджера» в январе 1986 года НАСА вернулось к старой системе обозначения.

## Статистика полётов
| Шаттл      | Тестовых запусков в атмосфере | Времени в полёте   | Самый длительный полёт | Первый полёт | Первый полёт    | Последний полёт | Последний полёт |
| Шаттл      | Тестовых запусков в атмосфере | Времени в полёте   | Самый длительный полёт | Полёт        | Дата            | Полёт           | Дата            |
| ---------- | ----------------------------- | ------------------ | ---------------------- | ------------ | --------------- | --------------- | --------------- |
| Энтерпрайз | 5                             | 20 минут 58 секунд | 5 минут 34 секунды     | ALT-12       | 12 августа 1977 | ALT-16          | 26 октября 1977 |

| Шаттл        | Полётов | Времени в полёте                       | Витков вокруг Земли | Путь, млн км | Самый длительный полёт                | Первый полёт | Первый полёт    | Последний полёт | Последний полёт | Стыковки со станциями Мир/МКС |
| Шаттл        | Полётов | Времени в полёте                       | Витков вокруг Земли | Путь, млн км | Самый длительный полёт                | Полёт        | Дата запуска    | Полёт           | Дата запуска    | Стыковки со станциями Мир/МКС |
| ------------ | ------- | -------------------------------------- | ------------------- | ------------ | ------------------------------------- | ------------ | --------------- | --------------- | --------------- | ----------------------------- |
| Колумбия †   | 28      | 300 суток 17 часов 46 минут 42 секунд  | 4808                | 201,5        | 17 суток 15 часов 53 минуты 18 секунд | STS-1        | 12 апреля 1981  | STS-107 †       | 16 января 2003  | 0 / 0                         |
| Челленджер † | 10      | 62 суток 7 часов 56 минут 15 секунд    | 995                 | 41,5         | 8 суток 5 часов 23 минуты 33 секунды  | STS-6        | 4 апреля 1983   | STS-51L †       | 28 января 1986  | 0 / 0                         |
| Дискавери    | 39      | 365 суток 12 часов 53 минуты 34 секунд | 5830                | 238,5        | 15 суток 2 часа 48 минут 8 секунд     | STS-41D      | 30 августа 1984 | STS-133         | 24 февраля 2011 | 1 / 13                        |
| Атлантис     | 33      | 306 суток 14 часов 12 минут 43 секунды | 4648                | 202,6        | 13 суток 20 часов 12 минут 44 секунды | STS-51J      | 3 октября 1985  | STS-135         | 8 июля 2011     | 7 / 12                        |
| Индевор      | 25      | 296 суток 2 часа 18 минут 35 секунд    | 4677                | 197,8        | 16 суток 15 часов 8 минут 48 секунд   | STS-49       | 7 мая 1992      | STS-134         | 16 мая 2011     | 1 / 12                        |
| Всего        | 135     | 1330 суток 18 часов 9 минут 44 секунды | 21 158              | 882          |                                       |              |                 |                 |                 | 9 / 37                        |

† Выведен из строя в результате катастрофы

## Список полётов

### Испытательные полёты в атмосфере
Для отработки методов посадки и аэродинамических испытаний был построен прототип — шаттл «Энтерпрайз». Испытания проводились со специально оборудованного самолёта (en:Shuttle Carrier Aircraft). «Энтерпрайз» закреплялся сверху на фюзеляже самолёта для проверки аэродинамических характеристик. Первые полёты проводились без экипажа, затем в кабине шаттла находились пилоты, следившие за приборами. В пяти последних полётах «Энтерпрайз» отделялся от носителя и совершал планирующий полёт под управлением экипажа.
Приведённая ниже таблица содержит только свободные полёты шаттла «Энтерпрайз» и не учитывает наземные рулёжные испытания и полёты без экипажа в закреплённом состоянии на корпусе самолёта «Боинг 747».
| Номер | Дата полёта      | Полёт  | Экипаж | Продолжительность   | Место приземления |
| ----- | ---------------- | ------ | ------ | ------------------- | ----------------- |
| 1     | 12 августа 1977  | ALT-12 | 2      | 5 минут 21 секунда  | Эдвардс           |
| 2     | 13 сентября 1977 | ALT-13 | 2      | 5 минут 28 секунд   | Эдвардс           |
| 3     | 23 сентября 1977 | ALT-14 | 2      | 5 минут 34 секунды  | Эдвардс           |
| 4     | 12 октября 1977  | ALT-15 | 2      | 2 минуты 34 секунды | Эдвардс           |
| 5     | 26 октября 1977  | ALT-16 | 2      | 2 минуты 1 секунда  | Эдвардс           |

### Запуски и орбитальные полёты
| Номер | Дата запуска     | Полёт   | Эмблема | Шаттл      | Экипаж | Продолжи- тельность | Витков | Путь, тыс км | Место приземления | Основные задачи и особенности миссии | Прим.           |
| ----- | ---------------- | ------- | ------- | ---------- | ------ | ------------------- | ------ | ------------ | ----------------- | --- | --------------- |
| 1     | 12 апреля 1981   | STS-1   |         | Колумбия   | 2      | 2 суток 6 часов     | 37     | 1782         | Эдвардс           | Первый полёт корабля многоразового использования. Первый полёт шаттла «Колумбия» | [ 3 ]           |
| 2     | 12 ноября 1981   | STS-2   |         | Колумбия   | 2      | 2 суток 6 часов     | 37     | 1730         | Эдвардс           | Первый полёт, в котором повторно использовался пилотируемый космический корабль. Впервые проведено тестирование канадского манипулятора «Канадарм». Полёт сокращён из-за проблем с топливными элементами. | [ 4 ]           |
| 3     | 22 марта 1982    | STS-3   |         | Колумбия   | 2      | 8 суток 0 часов     | 130    | 5300         | Уайт Сэндз        | Испытания различных узлов и систем для космической программы «Спейс шаттл», тестирование канадского манипулятора «Канадарм». Первый и единственный полёт, завершившийся приземлением на базе Уайт Сэндз в штате Нью-Мексико | [ 5 ]           |
| 4     | 27 июня 1982     | STS-4   |         | Колумбия   | 2      | 7 суток 1 час       | 113    | 4700         | Эдвардс           | Последний испытательный полет в рамках программы «Спейс Шаттл». Первая посадка шаттла на бетонную полосу. | [ 6 ]           |
| 5     | 11 ноября 1982   | STS-5   |         | Колумбия   | 4      | 5 суток 2 часа      | 81     | 3397         | Эдвардс           | Вывод на орбиту телекоммуникационных спутников: американского SBS-3 и канадского Anik-C3. | [ 7 ]           |
| 6     | 4 апреля 1983    | STS-6   |         | Челленджер | 4      | 5 суток 0 часов     | 81     | 3370         | Эдвардс           | Вывод на орбиту специального телекоммуникационного спутника TDRS. Первый полёт шаттла «Челленджер». Первый выход в открытый космос в рамках программы «Спейс шаттл». | [ 8 ]           |
| 7     | 18 июня 1983     | STS-7   |         | Челленджер | 5      | 6 суток 2 часа      | 97     | 4072         | Эдвардс           | Вывод на орбиту телекоммуникационных спутников: канадского Anik-C2 и индонезийского Palapa B-l. Запуск и возвращение на Землю исследовательского спутника SPAS-1. Первая женщина в команде шаттла — Салли Райд. | [ 9 ]           |
| 8     | 30 августа 1983  | STS-8   |         | Челленджер | 5      | 6 суток 1 час       | 98     | 4046         | Эдвардс           | Вывод на орбиту телекоммуникационного спутника INSAT-1B. Тестирование канадского манипулятора «Канадарм». Первый афроамериканец в космосе — Гайон Блуфорд. Первая ночная посадка. | [ 10 ]          |
| 9     | 28 ноября 1983   | STS-9   |         | Колумбия   | 6      | 10 суток 7 часов    | 167    | 4296         | Эдвардс           | Научные эксперименты в многоразовой космической лаборатории «Спейслэб». Первый астронавт ЕКА, первый неамериканец, совершивший полёт на американском космическом корабле — Ульф Мербольд. | [ 11 ]          |
| 10    | 3 февраля 1984   | STS-41B |         | Челленджер | 5      | 7 суток 23 часа     | 128    | 5329         | Кеннеди           | Неудачный вывод на орбиту двух телекоммуникационных спутников: американского WESTAR VI и индонезийского Palapa B-2. Первый выход в открытый космос без страховочного фала, осуществлён астронавтом Брюсом Маккэндлессом с помощью системы УПМК «Пилотируемый маневрирующий модуль» (англ. Manned Maneuvering Unit). Первое приземление в Космическом Центре Кеннеди. Подготовка к ремонту спутника «SolarMax». | [ 12 ]          |
| 11    | 6 апреля 1984    | STS-41C |         | Челленджер | 5      | 6 суток 23 часа     | 108    | 4620         | Эдвардс           | Вывод на орбиту научного модуля LDEF (англ. Long Duration Exposure Facility). Ремонт спутника SolarMax. | [ 13 ]          |
| 12    | 30 августа 1984  | STS-41D |         | Дискавери  | 6      | 6 суток 0 часов     | 97     | 4010         | Эдвардс           | Вывод на орбиту трёх телекоммуникационных спутников: американского SBS-D, канадского Telstar 3-C и американского SYNCOM IV-2 (также используется обозначение Leasat F1). Тестирование экспериментальной солнечной батареи OAST-l. Первый полёт шаттла «Дискавери». | [ 15 ]          |
| 13    | 5 октября 1984   | STS-41G |         | Челленджер | 7      | 8 суток 5 часов     | 133    | 5294         | Кеннеди           | Вывод на орбиту научного спутника ERBS (англ. Earth Radiation Budget Satellite). Первый полёт в космос двух женщин одновременно — Салли Райд и Кэтрин Салливан. Первый выход в открытый космос женщины-астронавта — Кэтрин Салливан. Первый канадец в космосе — Марк Гарно. | [ 16 ]          |
| 14    | 8 ноября 1984    | STS-51A |         | Дискавери  | 5      | 7 суток 23 часа     | 127    | 5294         | Кеннеди           | Вывод на орбиту двух телекоммуникационных спутников: канадского Anik D2 и американского SYNCOM IV-l (также используется обозначение Leasat F2). Возвращение на Землю двух спутников: Palapa B2 и Westar VI, которые впоследствии на Земле были модернизированы и заново запущены. | [ 18 ]          |
| 15    | 24 января 1985   | STS-51C |         | Дискавери  | 5      | 3 суток 1 час       | 49     | 2010         | Кеннеди           | Первый полёт шаттла, посвящённый нуждам министерства обороны США. Подробности миссии засекречены. Согласно данным журнала Aviation Week & Space Technology шаттлом был выведен на орбиту спутник радиоэлектронной разведки Magnum. | [ 20 ]          |
| 16    | 12 апреля 1985   | STS-51D |         | Дискавери  | 7      | 6 суток 23 часа     | 110    | 4650         | Кеннеди           | Вывод на орбиту двух телекоммуникационных спутников: канадского Anik C-1 и американского SYNCOM IV-3 (также используется обозначение Leasat F3). Медицинские эксперименты, эксперименты с поведением простых игрушек в условиях невесомости. | [ 22 ]          |
| 17    | 29 апреля 1985   | STS-51B |         | Челленджер | 7      | 7 суток 0 часов     | 111    | 4652         | Эдвардс           | Научные эксперименты в многоразовой космической лаборатории «Спейслэб». | [ 23 ]          |
| 18    | 17 июня 1985     | STS-51G |         | Дискавери  | 7      | 7 суток 1 час       | 112    | 4693         | Эдвардс           | Вывод на орбиту трёх телекоммуникационных спутников: мексиканского Morelos-A, арабского Arabsat-1B и американского Telstar-303 (Telstar-3D). Вывод на орбиту научного модуля Spartan-201-1. Первый в истории космический полёт члена королевской семьи, первый мусульманин в космосе, первый араб в космосе и первый подданный Саудовской Аравии в космосе — принц Султан ибн Салман ибн Абдель Азиз ас-Сауд.  | [ 24 ]          |
| 19    | 29 июля 1985     | STS-51F |         | Челленджер | 7      | 7 суток 22 часа     | 127    | 5284         | Эдвардс           | Научные эксперименты в многоразовой космической лаборатории «Спейслэб». | [ 25 ]          |
| 20    | 27 августа 1985  | STS-51I |         | Дискавери  | 5      | 7 суток 2 часа      | 112    | 4699         | Эдвардс           | Вывод на орбиту трёх телекоммуникационных спутников: австралийского AUSSAT-l и американских спутников ASC-l и SYNCOM IV-4. Ремонт спутника SYNCOM IV-3. | [ 26 ]          |
| 21    | 3 октября 1985   | STS-51J |         | Атлантис   | 5      | 4 суток 1 час       | 64     | 2708         | Эдвардс           | Полёт посвящён нуждам министерства обороны США. Детали миссии засекречены. Позже было заявлено, что во время полёта были выведены на орбиту два военных спутника связи DSCS III. Первый полёт шаттла «Атлантис». | [ 29 ]          |
| 22    | 30 октября 1985  | STS-61A |         | Челленджер | 8      | 7 суток 0 часов     | 112    | 4682         | Эдвардс           | Вывод на орбиту экспериментального спутника GLOMR. Серия научных экспериментов в многоразовой космической лаборатории «Спейслэб». Первая миссия, финансирование и управление которой осуществлялось другим государством — Германией. Последний успешный полёт шаттла «Челленджер». Самый большой экипаж в истории пилотируемых космических полётов — 8 человек.                                                | [ 31 ]          |
| 23    | 26 ноября 1985   | STS-61B |         | Атлантис   | 7      | 6 суток 21 час      | 109    | 3970         | Эдвардс           | Вывод на орбиту трёх телекоммуникационных спутников: австралийского AUSSAT-2, мексиканского Morelos-B и американского SATCOM Ku-2. Эксперименты по сборке крупных конструкций в открытом космосе EASE/ACCESS. Первый мексиканец в космосе — Родольфо Нери Вела. | [ 32 ]          |
| 24    | 12 января 1986   | STS-61C |         | Колумбия   | 7      | 6 суток 2 часа      | 98     | 4069         | Эдвардс           | Вывод на орбиту телекоммуникационного спутника Satcom Ku-1, научные эксперименты. Полёт американского конгрессмена Билла Нельсона. | [ 33 ]          |
| 25    | 28 января 1986   | STS-51L |         | Челленджер | 7      | 1 минута 13 секунд  | 0      | 0,029        | —                 | Катастрофа шаттла «Челленджер». Планировалось: вывод на орбиту специального телекоммуникационного спутника TDRS, проект «Учитель в космосе». | [ 34 ]          |
| 26    | 29 сентября 1988 | STS-26  |         | Дискавери  | 5      | 4 суток 1 час       | 64     | 2703         | Эдвардс           | Вывод на орбиту специального телекоммуникационного спутника TDRS-3. Первый запуск шаттла после катастрофы шаттла «Челленджер». | [ 35 ]          |
| 27    | 2 декабря 1988   | STS-27  |         | Атлантис   | 5      | 4 суток 9 часов     | 58     | 2916         | Эдвардс           | Полёт посвящён нуждам министерства обороны США. Детали миссии засекречены. Вывод на орбиту всепогодного разведывательного спутника Lacrosse 1 для УНР и ЦРУ. | [ 37 ]          |
| 28    | 13 марта 1989    | STS-29  |         | Дискавери  | 5      | 4 суток 23 часа     | 80     | 3200         | Эдвардс           | Вывод на орбиту специального телекоммуникационного спутника TDRS-4, завершающего орбитальную группировку спутников данного типа. Проведение различных научных экспериментов. Запись камерой IMAX различных объектов и явлений на поверхности Земли: вулканы, шторма, наводнения, пожары. | [ 38 ]          |
| 29    | 4 мая 1989       | STS-30  |         | Атлантис   | 5      | 4 суток 0 часов     | 65     | 2378         | Эдвардс           | Вывод на орбиту и запуск космической межпланетной станции «Магеллан», впервые осуществившей подробное и полномасштабное радиолокационное картографирование Венеры. | [ 39 ]          |
| 30    | 8 августа 1989   | STS-28  |         | Колумбия   | 5      | 5 суток 1 час       | 81     | 3400         | Эдвардс           | Полёт посвящён нуждам министерства обороны США. Детали миссии засекречены. Вывод на орбиту двух военных спутников связи: USA-40 и USA-41. | [ 42 ]          |
| 31    | 18 октября 1989  | STS-34  |         | Атлантис   | 5      | 4 суток 23 часа     | 79     | 2900         | Эдвардс           | Вывод на орбиту и запуск космического аппарата «Галилео», научные эксперименты. | [ 43 ]          |
| 32    | 22 ноября 1989   | STS-33  |         | Дискавери  | 5      | 5 суток 0 часов     | 79     | 3400         | Эдвардс           | Полёт посвящён нуждам министерства обороны США. Детали миссии засекречены. Согласно данным журнала Aviation Week & Space Technology шаттлом был выведен на орбиту спутник радиоэлектронной разведки Magnum. | [ 45 ]          |
| 33    | 9 января 1990    | STS-32  |         | Колумбия   | 5      | 10 суток 21 час     | 172    | 7258         | Эдвардс           | Вывод на орбиту военного телекоммуникационного спутника SYNCOM IV-F5 (также используется обозначение Leasat F5). Возврат на Землю научного модуля LDEF (англ. Long Duration Exposure Facility). | [ 47 ]          |
| 34    | 28 февраля 1990  | STS-36  |         | Атлантис   | 5      | 4 суток 10 часов    | 72     | 2958         | Эдвардс           | Полёт посвящён нуждам министерства обороны США. Детали миссии засекречены. Вывод на орбиту разведывательного спутника Misty (также используются обозначения KH 11-10 и USA-53). | [ 50 ]          |
| 35    | 24 апреля 1990   | STS-31  |         | Дискавери  | 5      | 5 суток 1 час       | 80     | 3328         | Эдвардс           | Вывод на орбиту космического телескопа «Хаббл». | [ 51 ]          |
| 36    | 6 октября 1990   | STS-41  |         | Дискавери  | 5      | 4 суток 2 часа      | 66     | 2748         | Эдвардс           | Вывод на орбиту космического аппарата «Улисс». | [ 52 ]          |
| 37    | 15 ноября 1990   | STS-38  |         | Атлантис   | 5      | 4 суток 21 час      | 79     | 2045         | Кеннеди           | Полёт посвящён нуждам министерства обороны США. Детали миссии засекречены. Согласно данным журнала Aviation Week & Space Technology шаттлом был выведен на орбиту спутник радиоэлектронной разведки Magnum (также используется обозначение USA-67). | [ 54 ]          |
| 38    | 2 декабря 1990   | STS-35  |         | Колумбия   | 7      | 8 суток 23 часа     | 144    | 6000         | Эдвардс           | Работы в космической обсерватории многоразового использования ASTRO-1. | [ 55 ]          |
| 39    | 5 апреля 1991    | STS-37  |         | Атлантис   | 5      | 5 суток 23 часа     | 93     | 4002         | Эдвардс           | Вывод на орбиту космического телескопа «Комптон». | [ 56 ]          |
| 40    | 28 апреля 1991   | STS-39  |         | Дискавери  | 7      | 8 суток 7 часов     | 134    | 5584         | Кеннеди           | Научные эксперименты по заказу министерства обороны США. | [ 57 ]          |
| 41    | 5 июня 1991      | STS-40  |         | Колумбия   | 7      | 9 суток 2 часа      | 146    | 6083         | Эдвардс           | Научные эксперименты в многоразовой космической лаборатории «Спейслэб». | [ 58 ]          |
| 42    | 2 августа 1991   | STS-43  |         | Атлантис   | 5      | 8 суток 21 час      | 142    | 5955         | Кеннеди           | Вывод на орбиту специального телекоммуникационного спутника TDRS-E. Научные эксперименты. | [ 59 ]          |
| 43    | 12 сентября 1991 | STS-48  |         | Дискавери  | 5      | 5 суток 8 часов     | 81     | 3530         | Эдвардс           | Вывод на орбиту научного спутника UARS для изучения верхних слоёв атмосферы Земли. | [ 60 ]          |
| 44    | 24 ноября 1991   | STS-44  |         | Атлантис   | 6      | 6 суток 22 часа     | 110    | 4651         | Эдвардс           | Вывод на орбиту разведывательного спутника DSP для министерства обороны США. Научные эксперименты. | [ 61 ]          |
| 45    | 22 января 1992   | STS-42  |         | Дискавери  | 7      | 8 суток 1 час       | 129    | 4701         | Эдвардс           | Научные эксперименты в многоразовой космической лаборатории «Спейслэб». | [ 62 ]          |
| 46    | 24 марта 1992    | STS-45  |         | Атлантис   | 7      | 8 суток 22 часа     | 143    | 5211         | Кеннеди           | Работы с научной платформой ATLAS-1 (англ. Atmospheric Laboratory of Applications and Science). | [ 63 ]          |
| 47    | 7 мая 1992       | STS-49  |         | Индевор    | 7      | 8 суток 21 час      | 141    | 5948         | Эдвардс           | Ремонт спутника Intelsat VI. Первый полёт шаттла «Индевор». Впервые выход в открытый космос осуществлён одновременно тремя астронавтами. | [ 64 ]          |
| 48    | 25 июня 1992     | STS-50  |         | Колумбия   | 7      | 13 суток 19 часов   | 221    | 9200         | Кеннеди           | Научные эксперименты в многоразовой космической лаборатории «Спейслэб». | [ 65 ]          |
| 49    | 31 июля 1992     | STS-46  |         | Атлантис   | 7      | 7 суток 23 часа     | 127    | 5345         | Кеннеди           | Вывод на орбиту европейского научного спутника EURECA, а также совместного американо-итальянского научного спутника TSS (англ. Tethered Satellite System). | [ 67 ]          |
| 50    | 12 сентября 1992 | STS-47  |         | Индевор    | 7      | 7 суток 22 часа     | 126    | 5265         | Кеннеди           | Совместный полёт американского космического агентства NASA и японского агентства NASDA. Научные эксперименты в многоразовой космической лаборатории «Спейслэб». Первая афроамериканка в космосе — Мэй Джемисон. Впервые супружеская пара одновременно в космосе на одном космическом корабле — Джен Дейвис и Марк Ли.                                                                                          | [ 68 ]          |
| 51    | 22 октября 1992  | STS-52  |         | Колумбия   | 6      | 9 суток 20 часов    | 159    | 6645         | Кеннеди           | Вывод на орбиту научного спутника LAGEOS II. Научные эксперименты. | [ 69 ]          |
| 52    | 2 декабря 1992   | STS-53  |         | Дискавери  | 5      | 7 суток 7 часов     | 116    | 4800         | Эдвардс           | Миссия по заказу министерства обороны США. Детали миссии частично засекречены. Вывод на орбиту военного телекоммуникационного спутника SDS-2. Научные эксперименты. | [ 71 ]          |
| 53    | 13 января 1993   | STS-54  |         | Индевор    | 5      | 5 суток 23 часа     | 96     | 4000         | Кеннеди           | Вывод на орбиту специального телекоммуникационного спутника TDRS-F/IUS. Научные эксперименты. | [ 72 ]          |
| 54    | 8 апреля 1993    | STS-56  |         | Дискавери  | 5      | 9 суток 6 часов     | 148    | 6202         | Кеннеди           | Работы с научной платформой ATLAS-2. | [ 73 ]          |
| 55    | 26 апреля 1993   | STS-55  |         | Колумбия   | 7      | 9 суток 23 часа     | 160    | 6702         | Эдвардс           | Научные эксперименты в многоразовой космической лаборатории «Спейслэб». Миссия оплачена Германией. | [ 74 ]          |
| 56    | 21 июня 1993     | STS-57  |         | Индевор    | 6      | 9 суток 23 часа     | 155    | 6609         | Кеннеди           | Научные эксперименты в модуле SPACEHAB. Возвращение на Землю европейского научного спутника EURECA. | [ 75 ]          |
| 57    | 12 сентября 1993 | STS-51  |         | Дискавери  | 5      | 9 суток 20 часов    | 157    | 6609         | Кеннеди           | Вывод на орбиту телекоммуникационного спутника ACTS и телескопа ORFEUS. Научные эксперименты. | [ 76 ]          |
| 58    | 18 октября 1993  | STS-58  |         | Колумбия   | 7      | 14 суток 0 часов    | 225    | 9400         | Эдвардс           | Научные эксперименты в многоразовой космической лаборатории «Спейслэб». | [ 77 ]          |
| 59    | 2 декабря 1993   | STS-61  |         | Индевор    | 7      | 10 суток 19 часов   | 163    | 7135         | Кеннеди           | Первая миссия посвящённая сервисному обслуживанию и модернизации космического телескопа Хаббл. | [ 78 ]          |
| 60    | 3 февраля 1994   | STS-60  |         | Дискавери  | 6      | 7 суток 6 часов     | 130    | 5536         | Кеннеди           | Научные эксперименты в модуле SPACEHAB. Эксперимент Wake Shield Facility. Первый российский космонавт на борту шаттла — Сергей Крикалёв. | [ 79 ]          |
| 61    | 4 марта 1994     | STS-62  |         | Колумбия   | 5      | 13 суток 23 часа    | 224    | 9367         | Кеннеди           | Миссия полностью посвящена научным экспериментам в условиях микрогравитации. | [ 80 ]          |
| 62    | 9 апреля 1994    | STS-59  |         | Индевор    | 6      | 11 суток 5 часов    | 183    | 7572         | Эдвардс           | Исследование крупномасштабных процессов в природе и изменения климата Земли с помощью Space Radar Laboratory-1. | [ 81 ]          |
| 63    | 8 июля 1994      | STS-65  |         | Колумбия   | 7      | 14 суток 17 часов   | 235    | 9886         | Кеннеди           | Научные эксперименты в многоразовой космической лаборатории «Спейслэб». | [ 82 ]          |
| 64    | 9 сентября 1994  | STS-64  |         | Дискавери  | 6      | 10 суток 22 часа    | 176    | 7242         | Эдвардс           | Научные эксперименты в условиях микрогравитации. Исследование солнечного ветра и солнечной короны с помощью модуля SPARTAN-201. | [ 83 ]          |
| 65    | 30 сентября 1994 | STS-68  |         | Индевор    | 6      | 11 суток 5 часов    | 182    | 4703         | Эдвардс           | Исследование крупномасштабных процессов в природе и изменения климата Земли с помощью Shuttle Radar Laboratory-2. Научные эксперименты в условиях микрогравитации. | [ 84 ]          |
| 66    | 3 ноября 1994    | STS-66  |         | Атлантис   | 6      | 10 суток 22 часа    | 174    | 7330         | Эдвардс           | Работы с научной платформой ATLAS-3. | [ 85 ]          |
| 67    | 3 февраля 1995   | STS-63  |         | Дискавери  | 6      | 8 суток 6 часов     | 129    | 4816         | Кеннеди           | Отработка манёвра сближения со станцией «Мир». Научные эксперименты в модуле SPACEHAB-3. Эксперимент по отслеживанию космического мусора ODERACS-II. | [ 86 ]          |
| 68    | 2 марта 1995     | STS-67  |         | Индевор    | 7      | 16 суток 15 часов   | 262    | 11 100       | Эдвардс           | Работы в космической обсерватории многоразового использования ASTRO-2 Архивная копия от 21 октября 2011 на Wayback Machine. | [ 87 ]          |
| 69    | 27 июня 1995     | STS-71  |         | Атлантис   | 7/8    | 9 суток 19 часов    | 153    | 6597         | Кеннеди           | Впервые осуществлена стыковка со станцией «Мир», совместные научные эксперименты. Сотый пилотируемый космический запуск, осуществлённый США. | [ 89 ]          |
| 70    | 13 июля 1995     | STS-70  |         | Дискавери  | 5      | 8 суток 22 часа     | 143    | 6000         | Кеннеди           | Вывод на орбиту специального телекоммуникационного спутника TDRS-G/IUS. Научные эксперименты. | [ 90 ]          |
| 71    | 7 сентября 1995  | STS-69  |         | Индевор    | 5      | 10 суток 20 часов   | 171    | 7240         | Кеннеди           | Эксперимент Wake Shield Facility. Исследование солнечного ветра с помощью модуля SPARTAN-201. | [ 91 ]          |
| 72    | 20 октября 1995  | STS-73  |         | Колумбия   | 7      | 15 суток 21 час     | 255    | 10 600       | Кеннеди           | Научные эксперименты в многоразовой космической лаборатории «Спейслэб». | [ 92 ]          |
| 73    | 12 ноября 1995   | STS-74  |         | Атлантис   | 5      | 8 суток 4 часа      | 128    | 5500         | Кеннеди           | Стыковка со станцией «Мир», совместные научные эксперименты, модернизация оборудования станции. | [ 93 ]          |
| 74    | 11 января 1996   | STS-72  |         | Индевор    | 6      | 8 суток 22 часа     | 142    | 6000         | Кеннеди           | Возврат на Землю японского научного спутника Space Flyer Unit. Научные эксперименты. | [ 94 ]          |
| 75    | 22 февраля 1996  | STS-75  |         | Колумбия   | 7      | 15 суток 17 часов   | 252    | 10 500       | Кеннеди           | Вывод на орбиту совместного американо-итальянского научного спутника TSS (англ. Tethered Satellite System). Научные эксперименты. | [ 95 ]          |
| 76    | 22 марта 1996    | STS-76  |         | Атлантис   | 6/5    | 9 суток 5 часов     | 145    | 6114         | Эдвардс           | Стыковка со станцией «Мир», совместные научные эксперименты. | [ 96 ]          |
| 77    | 19 мая 1996      | STS-77  |         | Индевор    | 6      | 10 суток 0 часов    | 161    | 6597         | Кеннеди           | Научные эксперименты в модуле SPACEHAB-4. Развёртывание экспериментальной надувной антенны IAE (англ. Inflatable Antenna Experiment) с помощью модуля SPARTAN-207 | [ 98 ]          |
| 78    | 20 июня 1996     | STS-78  |         | Колумбия   | 7      | 16 суток 21 час     | 271    | 11 000       | Кеннеди           | Научные эксперименты в многоразовой космической лаборатории «Спейслэб». | [ 99 ]          |
| 79    | 16 сентября 1996 | STS-79  |         | Атлантис   | 6/6    | 10 суток 3 часа     | 160    | 6300         | Кеннеди           | Стыковка со станцией «Мир», совместные научные эксперименты. | [ 100 ]         |
| 80    | 19 ноября 1996   | STS-80  |         | Колумбия   | 5      | 17 суток 15 часов   | 279    | 11 000       | Кеннеди           | Вывод на орбиту и возвращение на Землю научного спутника ORFEUS-SPAS II (англ. Orbiting and Retrievable Far and Extreme Ultraviolet Spectrometer-Shuttle Pallet Satellite II). Эксперимент Wake Shield Facility. | [ 101 ]         |
| 81    | 12 января 1997   | STS-81  |         | Атлантис   | 6/6    | 10 суток 4 часа     | 160    | 6100         | Кеннеди           | Стыковка со станцией «Мир». | [ 102 ]         |
| 82    | 11 февраля 1997  | STS-82  |         | Дискавери  | 7      | 9 суток 23 часа     | 149    | 10 500       | Кеннеди           | Сервисное обслуживание и модернизация космического телескопа Хаббл. | [ 103 ]         |
| 83    | 4 апреля 1997    | STS-83  |         | Колумбия   | 7      | 3 суток 23 часа     | 63     | 2400         | Кеннеди           | Научные эксперименты в многоразовой космической лаборатории «Спейслэб». Миссия закончена досрочно из-за проблема с топливными элементами. | [ 104 ]         |
| 84    | 15 мая 1997      | STS-84  |         | Атлантис   | 7/7    | 9 суток 5 часов     | 144    | 6000         | Кеннеди           | Стыковка со станцией «Мир», совместные научные эксперименты. Первый совместный американо-российский выход в открытый космос. | [ 105 ]         |
| 85    | 1 июля 1997      | STS-94  |         | Колумбия   | 7      | 15 суток 16 часов   | 251    | 9920         | Кеннеди           | Повторный полёт по программе миссии STS-83. Научные эксперименты в космической лаборатории MSL-1 (англ. Microgravity Science Laboratory). | [ 106 ]         |
| 86    | 7 августа 1997   | STS-85  |         | Дискавери  | 6      | 11 суток 20 часов   | 185    | 7600         | Кеннеди           | Вывод на орбиту и возвращение автономного спутника для исследований атмосферы Земли CRISTA-SPAS (англ. Cryogenic Infrared Spectrometers and Telescopes for the Atmosphere-Shuttle Pallet Satellite-2). Научные эксперименты. | [ 107 ]         |
| 87    | 25 сентября 1997 | STS-86  |         | Атлантис   | 7/7    | 10 суток 19 часов   | 170    | 7000         | Кеннеди           | Стыковка со станцией «Мир». | [ 108 ]         |
| 88    | 19 ноября 1997   | STS-87  |         | Колумбия   | 6      | 15 суток 16 часов   | 252    | 10 400       | Кеннеди           | Вывод на орбиту и возвращение на Землю научного спутника SPARTAN-201-4. Научные эксперименты. | [ 109 ]         |
| 89    | 22 января 1998   | STS-89  |         | Индевор    | 7/7    | 8 суток 19 часов    | 139    | 5800         | Кеннеди           | Стыковка со станцией «Мир», совместные научные эксперименты. | [ 110 ]         |
| 90    | 17 апреля 1998   | STS-90  |         | Колумбия   | 7      | 15 суток 21 час     | 256    | 10 400       | Кеннеди           | Научные эксперименты в многоразовой космической лаборатории «Спейслэб». | [ 111 ]         |
| 91    | 2 июня 1998      | STS-91  |         | Дискавери  | 6/7    | 9 суток 19 часов    | 155    | 6080         | Кеннеди           | Стыковка со станцией «Мир». | [ 112 ]         |
| 92    | 29 октября 1998  | STS-95  |         | Дискавери  | 7      | 8 суток 21 час      | 134    | 5760         | Кеннеди           | Научные эксперименты в модуле SPACEHAB-3. Вывод на орбиту и возвращение на Землю научного спутника SPARTAN-201-5. Самый пожилой человек в космосе — Джон Гленн (77 лет на момент старта). | [ 113 ]         |
| 93    | 4 декабря 1998   | STS-88  |         | Индевор    | 6      | 11 суток 19 часов   | 185    | 7600         | Кеннеди           | Сборка МКС: вывод на орбиту модуля «Юнити» и пристыковка его к модулю «Заря». Первый полёт шаттла по программе сборки МКС. | [ 114 ]         |
| 94    | 27 мая 1999      | STS-96  |         | Дискавери  | 7      | 9 суток 19 часов    | 154    | 5920         | Кеннеди           | Доставка материалов и оборудования на МКС. | [ 115 ]         |
| 95    | 23 июля 1999     | STS-93  |         | Колумбия   | 5      | 4 суток 22 часа     | 80     | 2890         | Кеннеди           | Вывод на орбиту космического телескопа «Чандра». | [ 116 ]         |
| 96    | 19 декабря 1999  | STS-103 |         | Дискавери  | 7      | 7 суток 23 часа     | 119    | 5230         | Кеннеди           | Сервисное обслуживание и модернизация космического телескопа Хаббл. | [ 117 ]         |
| 97    | 11 февраля 2000  | STS-99  |         | Индевор    | 6      | 11 суток 5 часов    | 181    | 6540         | Кеннеди           | Радиолокационная съёмка поверхности Земли. | [ 118 ]         |
| 98    | 19 мая 2000      | STS-101 |         | Атлантис   | 7      | 9 суток 21 час      | 155    | 6560         | Кеннеди           | Доставка материалов и оборудования на МКС. Ремонт систем модуля «Заря». | [ 119 ]         |
| 99    | 8 сентября 2000  | STS-106 |         | Атлантис   | 7      | 11 суток 19 часов   | 185    | 7840         | Кеннеди           | Доставка материалов и оборудования на МКС. | [ 120 ]         |
| 100   | 11 октября 2000  | STS-92  |         | Дискавери  | 7      | 12 суток 21 час     | 202    | 7840         | Эдвардс           | Сборка МКС: вывод на орбиту и установка ферменной конструкции Z1 Truss. | [ 121 ]         |
| 101   | 30 ноября 2000   | STS-97  |         | Индевор    | 5      | 10 суток 19 часов   | 171    | 7200         | Кеннеди           | Сборка МКС: вывод на орбиту и установка ферменной конструкции P6. | [ 122 ]         |
| 102   | 7 февраля 2001   | STS-98  |         | Атлантис   | 5      | 12 суток 21 час     | 203    | 8480         | Эдвардс           | Сборка МКС: вывод на орбиту модуля «Дестини» и пристыковка его к модулю «Юнити». | [ 123 ]         |
| 103   | 8 марта 2001     | STS-102 |         | Дискавери  | 7/7    | 12 суток 19 часов   | 201    | 8480         | Кеннеди           | Доставка материалов и оборудования на МКС. Смена экипажа МКС-1 на МКС-2. | [ 124 ] [ 125 ] |
| 104   | 19 апреля 2001   | STS-100 |         | Индевор    | 7      | 11 суток 21 час     | 186    | 7840         | Эдвардс           | Сборка МКС: вывод на орбиту и установка мобильной обслуживающей системы «Канадарм2». Первый канадец в открытом космосе — Крис Хэдфилд. | [ 126 ]         |
| 105   | 12 июля 2001     | STS-104 |         | Атлантис   | 5      | 12 суток 18 часов   | 200    | 8480         | Кеннеди           | Сборка МКС: вывод на орбиту модуля «Квест» и пристыковка его к модулю «Юнити». | [ 127 ]         |
| 106   | 10 августа 2001  | STS-105 |         | Дискавери  | 7/7    | 11 суток 21 час     | 186    | 6880         | Кеннеди           | Доставка материалов и оборудования на МКС. Смена экипажа МКС-2 на МКС-3. | [ 128 ]         |
| 107   | 5 декабря 2001   | STS-108 |         | Индевор    | 7/7    | 11 суток 19 часов   | 186    | 7700         | Кеннеди           | Доставка материалов и оборудования на МКС. Смена экипажа МКС-3 на МКС-4. | [ 129 ]         |
| 108   | 1 марта 2002     | STS-109 |         | Колумбия   | 7      | 10 суток 22 часа    | 165    | 6300         | Кеннеди           | Сервисное обслуживание и модернизация космического телескопа Хаббл. | [ 130 ]         |
| 109   | 8 апреля 2002    | STS-110 |         | Атлантис   | 7      | 10 суток 19 часов   | 171    | 7240         | Кеннеди           | Сборка МКС: вывод на орбиту и установка ферменной конструкции S0. | [ 131 ]         |
| 110   | 5 июня 2002      | STS-111 |         | Индевор    | 7/7    | 13 суток 20 часов   | 217    | 9300         | Эдвардс           | Доставка материалов и оборудования на МКС. Вывод на орбиту и установка многоцелевого модуля снабжения (англ. Multi-Purpose Logistics Module). Смена экипажа МКС-4 на МКС-5. | [ 132 ]         |
| 111   | 7 октября 2002   | STS-112 |         | Атлантис   | 6      | 10 суток 19 часов   | 171    | 7200         | Кеннеди           | Сборка МКС: вывод на орбиту и установка ферменной конструкции S1. | [ 133 ]         |
| 112   | 23 ноября 2002   | STS-113 |         | Индевор    | 7/7    | 13 суток 18 часов   | 215    | 9120         | Кеннеди           | Сборка МКС: вывод на орбиту и установка ферменной конструкции P1. Доставка материалов и оборудования на МКС. Смена экипажа МКС-5 на МКС-6. | [ 134 ] [ 135 ] |
| 113   | 16 января 2003   | STS-107 |         | Колумбия   | 7      | 15 суток 22 часа    | 255    | 10 600       | - (Кеннеди)       | Научные эксперименты в модуле SPACEHAB. Катастрофа шаттла «Колумбия». | [ 130 ]         |
| 114   | 26 июля 2005     | STS-114 |         | Дискавери  | 7      | 13 суток 21 час     | 219    | 9300         | Эдвардс           | Проверка новых систем безопасности полётов шаттла. Доставка материалов и оборудования на МКС. Установка внешней складской платформы ESP-2 на шлюзовую камеру «Квест». | [ 136 ]         |
| 115   | 4 июля 2006      | STS-121 |         | Дискавери  | 7/6    | 12 суток 18 часов   | 202    | 8500         | Кеннеди           | Проверка новых систем безопасности полётов шаттла. Доставка материалов и оборудования на МКС. Пополнение экипажа МКС-13. | [ 137 ]         |
| 116   | 9 сентября 2006  | STS-115 |         | Атлантис   | 6      | 11 суток 19 часов   | 187    | 7840         | Кеннеди           | Сборка МКС: вывод на орбиту и установка ферменных конструкций P3/P4, солнечных батарей 2A и 4A, а также обслуживающих их аккумуляторных батарей. | [ 138 ]         |
| 117   | 9 декабря 2006   | STS-116 |         | Дискавери  | 7/7    | 12 суток 21 час     | 203    | 8500         | Кеннеди           | Сборка МКС: вывод на орбиту и установка ферменной конструкции P5. Доставка материалов и оборудования на МКС. Частичная замена экипажа МКС-14. | [ 139 ]         |
| 118   | 8 июня 2007      | STS-117 |         | Атлантис   | 7/7    | 13 суток 20 часов   | 219    | 9300         | Эдвардс           | Сборка МКС: вывод на орбиту и установка ферменных конструкций S3/S4. Установка нового комплекта солнечных батарей. Частичная замена экипажа МКС-15. | [ 140 ]         |
| 119   | 8 августа 2007   | STS-118 |         | Индевор    | 7      | 12 суток 18 часов   | 201    | 8500         | Кеннеди           | Сборка МКС: вывод на орбиту и установка ферменной конструкции S5. Доставка материалов и оборудования на МКС. | [ 141 ]         |
| 120   | 23 октября 2007  | STS-120 |         | Дискавери  | 7/7    | 15 суток 2 часа     | 238    | 10 060       | Кеннеди           | Сборка МКС: вывод на орбиту модуля «Гармония» и пристыковка его к модулю «Дестини». Частичная замена экипажа МКС-16. | [ 142 ]         |
| 121   | 7 февраля 2008   | STS-122 |         | Атлантис   | 7/7    | 12 суток 18 часов   | 202    | 8480         | Кеннеди           | Сборка МКС: вывод на орбиту модуля «Коламбус» и пристыковка его к модулю «Гармония». Частичная замена экипажа МКС-16. | [ 143 ]         |
| 122   | 11 марта 2008    | STS-123 |         | Индевор    | 7/7    | 15 суток 18 часов   | 250    | 10 586       | Кеннеди           | Сборка МКС: доставка на орбиту манипулятора специального назначения «Декстр» и первой части японского исследовательского модуля «Кибо» — герметичной секции «Экспериментального грузового отсека» (англ. ELM-PS, Experiment Logistics Module-Pressurized Section). Частичная замена экипажа МКС-16. | [ 144 ]         |
| 123   | 31 мая 2008      | STS-124 |         | Дискавери  | 7/7    | 13 суток 18 часов   | 217    | 9231         | Кеннеди           | Сборка МКС: доставка на орбиту частей японского исследовательского модуля «Кибо»: «Герметичный отсек» (англ. JEM PM, Japanese Experiment Module Pressurized Module) и «Дистанционный манипулятор» (англ. JEM RMS, Japanese Experiment Module Remote Manipulator System). Частичная замена экипажа МКС-17. | [ 145 ]         |
| 124   | 14 ноября 2008   | STS-126 |         | Индевор    | 7/7    | 15 суток 20 часов   | 251    | 6615         | Эдвардс           | Доставка материалов и оборудования на МКС. Ремонт и дооснащение систем МКС. Частичная замена экипажа МКС-18. | [ 146 ]         |
| 125   | 15 марта 2009    | STS-119 |         | Дискавери  | 7/7    | 12 суток 19 часов   | 202    | 8480         | Кеннеди           | Сборка МКС: вывод на орбиту и установка ферменной конструкции S6. Установка четвёртого комплекта солнечных батарей. Частичная замена экипажа МКС-18. | [ 147 ]         |
| 126   | 11 мая 2009      | STS-125 |         | Атлантис   | 7      | 12 суток 21 час     | 197    | 8490         | Эдвардс           | Сервисное обслуживание и модернизация космического телескопа Хаббл. | [ 148 ]         |
| 127   | 15 июля 2009     | STS-127 |         | Индевор    | 7/7    | 15 суток 16 часов   | 248    | 10 538       | Кеннеди           | Сборка МКС: доставка на орбиту частей японского исследовательского модуля «Кибо»: «Внешняя экспериментальная платформа» (англ. JEM-EF, Japanese Experiment Module — Exposed Facility) и «Внешняя негерметичная секция» (англ. ELM-ES, Experiment Logistics Module — Exposed Section). Доставка блока запасных аккумуляторных батарей ферменной конструкции P6. Частичная замена экипажа МКС-20.                | [ 149 ]         |
| 128   | 28 августа 2009  | STS-128 |         | Дискавери  | 7/7    | 13 суток 21 час     | 219    | 9262         | Эдвардс           | Доставка научного оборудования в транспортном модуле «Леонардо». Доставка материалов и оборудования на МКС. Частичная замена экипажа МКС-20. | [ 150 ]         |
| 129   | 16 ноября 2009   | STS-129 |         | Атлантис   | 6/7    | 10 суток 19 часов   | 171    | 7226         | Кеннеди           | Доставка материалов, запасных частей и оборудования на МКС. Частичная замена экипажа МКС-21. | [ 151 ]         |
| 130   | 8 февраля 2010   | STS-130 |         | Индевор    | 6      | 13 суток 18 часов   | 217    | 9250         | Кеннеди           | Сборка МКС: вывод на орбиту модулей «Спокойствие» и «Купол» и пристыковка их к модулю «Юнити». | [ 152 ]         |
| 131   | 5 апреля 2010    | STS-131 |         | Дискавери  | 7      | 15 суток 3 часа     | 238    | 10 029       | Кеннеди           | Доставка оборудования и материалов в транспортном модуле «Леонардо». | [ 153 ]         |
| 132   | 14 мая 2010      | STS-132 |         | Атлантис   | 6      | 11 суток 18 часов   | 186    | 7854         | Кеннеди           | Сборка МКС: вывод на орбиту модуля «Рассвет» и пристыковка его к модулю «Заря». Доставка материалов, запасных частей и оборудования на МКС. | [ 154 ]         |
| 133   | 24 февраля 2011  | STS-133 |         | Дискавери  | 6      | 12 суток 19 часов   | 202    | 8480         | Кеннеди           | Доставка оборудования и материалов в транспортном модуле «Леонардо». Доставка на МКС экспериментального робота «Робонавт-2» (англ. Robonaut2). Последний полёт шаттла «Дискавери». | [ 155 ] [ 156 ] |
| 134   | 16 мая 2011      | STS-134 |         | Индевор    | 6      | 15 суток 18 часов   | 248    | 10 477       | Кеннеди           | Сборка МКС: вывод на орбиту Магнитного альфа-спектрометра (англ. AMS, Alpha Magnetic Spectrometer). Последний полёт шаттла «Индевор». | [ 157 ]         |
| 135   | 8 июля 2011      | STS-135 |         | Атлантис   | 4      | 12 суток 18 часов   | 200    | 8505         | Кеннеди           | Доставка оборудования, запасных частей и материалов в транспортном модуле «Рафаэль». Последний полёт в рамках программы «Спейс шаттл» и шаттла «Атлантис». | [ 158 ]         |